# Santiago Vaca Guzmán
Santiago Vaca Guzmán (Sucre, Bolivia; 20 de noviembre de 1847 - Buenos Aires, Argentina; 27 de octubre de 1896) fue un periodista, abogado, profesor de bellas letras y cultura, crítico literario y escritor boliviano. Fundó el periódico  La Patria y es autor de, entre otras, la novela Su excelencia y su ilustrísima, su obra más conocida, Días amargos, Poesías y La poesía alto-peruana.

## Obras
- El Chaco Oriental, su cnquista y civilización. Buenos Aires: Imprenta de Pablo E. Coni. 1887.